# Televisie Radio Omroep Stichting
La Televisie Radio Omroep Stichting (TROS) è stata un'azienda radiotelevisiva pubblica nederlandese.
Nel 2014 si è unita all'emittente AVRO formando così AVROTROS.

## Storia
Nel 1964 un gruppo di imprenditori, che disprezzava la programmazione della televisione pubblica olandese, acquistò la REM Island (una piattaforma a circa 10 km da Noordwijk, nel mare del Nord, fabbricata presso i cantieri navali di Cork) e iniziò a trasmettere programmi statunitensi, come ad esempio Mister Ed, il mulo parlante, dando vita alla Reclame Exploitatie Maatschappij (REM) con un investimento di circa 9 milioni di fiorini. All'epoca la legge olandese proibiva la trasmissione radiotelevisiva al di fuori dei propri confini, tuttavia la piattaforma era in acque internazionali, pertanto il governo olandese non poté intervenire.
Nonostante il successo e la popolarità, il governo olandese era scontento di questa emittente clandestina, perciò con la Convenzione di Strasburgo del 1965 (che mise fuori legge le emittenti che operavano in mare) e con la legge d'emergenza del 12 dicembre 1964, che poneva la piattaforma sotto la tutela dello Stato olandese, la REM fu abbordata dai Korps Mariniers e l'antenna fu smantellata.
Vista la grande popolarità di cui godeva la REM, gli imprenditori ne approfittarono per creare una nuova emittente legittimata dallo Stato che andò ad aggiungersi alle altre cinque già attive: TROS (acronimo di: Televisie Radio Omroep Stichting).
Il debutto dell'emittente modificò radicalmente la teleradiodiffusione olandese: fino ad allora le emittenti erano rimaste concentrate su programmi di carattere politico, educativo o religioso, mentre TROS trasmetteva programmi più leggeri, perlopiù statunitensi. Per mantenere alto il livello di audience molte emittenti seguirono le sue orme, anche se l'opposizione a questo cambiamento fu particolarmente forte.
Nel 2014, anno del 50º anniversario, l'azienda si fuse con un'altra emittente olandese, AVRO, a causa dei tagli imposti dal governo alla Nederlandse Publieke Omroep (NPO), formando così AVROTROS, che prese inoltre il suo posto nell'unione europea di radiodiffusione (UER), preoccupandosi sia della partecipazione dei Paesi Bassi all'Eurovision Song Contest che dell'organizzazione dell'Eurovision Song Contest 2020 (in collaborazione con NOS e NPO).